# Shichigahama, Miyagi
Shichigahama (七ヶ浜町 Shichigahama-machi) là thị trấn thuộc huyện Miyagi, tỉnh Miyagi. Tính đến ngày 1 tháng 10 năm 2020, dân số ước tính thị trấn là 18.132 người và mật độ dân số là 1.400 người/km2. Tổng diện tích thị trấn là 13,19 km2.

## Địa lý

### Đô thị lân cận
- Miyagi
  - Sendai
  - Tagajō
  - Shiogama